# ビーテム&イーテム
ビーテム&イーテム（Beat 'Em & Eat 'Em、別題：Mystique Presents Swedish Erotica: Beat 'Em and Eat 'Em）は、1982年にミスティークことAmerican Multiple Industriesから発売された、Atari 2600用成人向けゲームである。
本作は、画面の上部で自慰をしている男性から漏れ出す精液を2人の女性が口で受け止める構成をとっており、アクティビジョンから発売された『カブーム! 』（1981年）との類似性が指摘されている。
本作は発売当初から悪い評判を得た一方、Atari2600用アダルトゲームの例としてよく引き合いに出される。

## 発売
本作の開発はJHM Ltd. が担い、販売はAmerican Multiple Industriesが担当した。
また、同社から発売された Philly Flasher とCathouse Blues は、いずれもキャラクターの性別を入れ替えただけで、内容はほぼ同じだが、ノーミスでクリアしたときに画面下部にいるキャラクターが自慰をするデモが追加された。
販売権はゲームソース（ GameSource）が引き継いだ。

## 反響
本作は発売時から批判された。同時に、本作はAtari2600用成人向けゲームの一例として引き合いに出されるようになった
また、開発会社にもゲームに対する非難の声が寄せられた。
Allgameでは5つ星中2つ星がつけられた。
ルーク・プランケット（Luke Plunkett）は、Kotakuに寄せた記事の中で、同じくミスティークから発売された『カスターの逆襲』と比べると、本作はまだかわいい("relatively harmless" )アタリ用エロゲーであると述べている。
デーモン・ハットフィールド（Daemon Hatfield）は、IGNに寄せた記事の中で、ホットコーヒー問題が起きる20年前に本作が登場していたことに驚きを見せている。